# Emmy Grave
Emilie „Emmy“ Henriette Auguste Charlotte Grave (* 17. Februar 1885 in Essen; †  28. September 1965 in Bremen) war eine deutsche Pädagogin und Frauenrechtlerin.

## Biografie
Grave war die Tochter des Stationsassistenten Ernst Grave. Sie absolvierte von 1891 bis 1894 eine evangelische Volksschule sowie bis 1900 die städtische Höhere Mädchenschule in Essen und bis 1902 in Osnabrück. 1905 bestand sie die Prüfung als Lehrerin für mittlere und höhere Mädchenschule in Osnabrück. In Genf vertiefte sie danach ihre Sprachkenntnisse. Sie leitete dann eine Privatschule in Neuenkirchen/Olbg. Von 1909 bis 1911 war die Oberlehrerin an der städtischen Töchterschule in Lingen.
Grave studierte von 1911 bis 1916 Biologie, Geschichte, Erdkunde und Deutsch an den Universitäten Münster und der Kiel. 1915 war sie zudem am Zoologischen Institut in Münster beschäftigt. Sie bestand 1916 ihre Prüfung für das Lehramt an Höheren Schulen und wurde Oberlehrerin am Lyzeum Perleberg und 1917 am Oberlyzeum Kippenberg (Lehranstalt für erwachsene Töchter und Lehrerinnenseminar) in Bremen. Sie wurde 1924 Studienrätin und Leiterin und 1929 Studiendirektorin der Höheren Mädchenschule in der Bremer Neustadt, die in ein Lyzeum umgewandelt und nach 1937 als Oberschule benannt wurde. Mathilde Plate, Emmy Grave, Johanna Lürssen und Marie Quincke waren in Bremen in den 1920er Jahren die ersten Frauen als Leiterinnen staatlicher Höherer Mädchenschulen. Grave blieb bis 1945 Direktorin. Nach 1945 wurde sie zunächst als Mitläuferin der Nationalsozialisten entlassen, da sie Mitglied in der Nationalsozialistischen Volkswohlfahrt (NSV) und im Reichslehrerbund (RLB) gewesen war. 1946 wurde sie wieder eingestellt.
Daneben war Grave seit 1917 Mitglied des Bundes privater Mädchenschulen. 1919 wurde sie Vorsitzende des Bremer Philologinnenverbandes und ab 1932 Vorsitzende des Deutschen Philologinnenverbandes. Von 1921 bis 1932 gehörte sie dem Vorstand des Vereins bremischer Lehrerinnen (VBL) an und war zugleich bis 1932 im Gesamtvorstand des Allgemeinen Deutschen Lehrerinnenvereins (ADLV) tätig, der 1933 von den Nazis aufgelöst wurde. Sie war auch Vorsitzende der Bremer Gruppe des Verbandes Akademisch gebildeter Lehrerinnen. Durch ihre Zusammenarbeit mit Dora Behrmann, der 2. Vorsitzenden des VBL, konnten beide Frauen vieles erreichen.
Grave trat in ihren Vereinigungen für die Ziele der Frauenbewegung ein, für die Qualifizierung der Lehrerinnen und ihrer Gleichstellung, für eine bessere Altersversorgung der Lehrerinnen, für staatliche Mädchenschulen statt der bisherigen Privatschulen und für pädagogische Schulreformen.
Grave starb 1965 im Alter von 80 Jahren in ihrer Wohnung in Bremen-Schwachhausen. Sie war ledig.